# Pyrenobotrys compacta
Pyrenobotrys compacta är en svampart som tillhör divisionen sporsäcksvampar, och som först beskrevs av Peck, och fick sitt nu gällande namn av Birgitta Eriksson. Pyrenobotrys compacta ingår i släktet Pyrenobotrys, och familjen Venturiaceae. Arten är reproducerande i Sverige.